# Mikael de la Salle
Mikael de la Salle est un mathématicien français spécialisé en analyse fonctionnelle, algèbres d'opérateurs et théorie des groupes. Il est directeur de recherche au CNRS et membre de l'Institut Camille-Jordan à Lyon.

## Carrière académique
Ancien élève de l'École normale supérieure de Paris (2007–2010), Mikael de la Salle est chargé de recherche au CNRS de 2010 à 2021, d'abord à Besançon (2010-2013) au Laboratoire de mathématiques de Besançon puis à Lyon, et directeur de recherche depuis 2021.
Il soutient une thèse de doctorat l'université Pierre-et-Marie-Curie (Paris VI) en 2009, préparée sous la direction de Gilles Pisier et intitulée : « Sur quelques résultats d'analyse harmonique dans les Lp non commutatifs », et une habilitation à diriger des recherches à l'École normale supérieure de Lyon en 2016. Il a séjourné à l'Institute for Advanced Study entre août 2023 et juin 2024.

## Recherche
Les travaux de Mikael de la Salle se situent à l'intersection de l'analyse fonctionnelle, des algèbres d'opérateurs et de la théorie des groupes. Il s'intéresse notamment à l'analyse harmonique sur les groupes semi-simples et aux liens entre algèbres d'opérateurs, informatique théorique et théorie de l'information quantique.

## Prix et distinctions
Mikael de la Salle est conférencier invité au Congrès international des mathématiciens de 2022. Sa contribution est Analysis on simple Lie groups and lattices. Il est lauréat du  Prix Freycinet en 2021.

## Publications (sélection)
Les publications de Mikael de la Salle sont accessibles sur arXiv. Les plus citées sur le ZentralBlatt sont :
- (en) Vincent Lafforgue et Mikael de la Salle, « Noncommutative Lp-spaces without the completely bounded approximation property », Duke Mathematical Journal, vol. 160, no 1,‎ 1er octobre 2011 (DOI 10.1215/00127094-1443478, lire en ligne, consulté le 13 avril 2025)
- (en) Kate Juschenko, Volodymyr Nekrashevych et Mikael de la Salle, « Extensions of amenable groups by recurrent groupoids », Inventiones mathematicae, vol. 206, no 3,‎ 1er décembre 2016, p. 837–867 (DOI 10.1007/s00222-016-0664-6, lire en ligne, consulté le 13 avril 2025)
- (en) Tim de Laat et Mikael de la Salle, « Strong property (T) for higher-rank simple Lie groups », Proceedings of the London Mathematical Society, vol. 111, no 4,‎ 2015, p. 936–966 (DOI 10.1112/plms/pdv040, lire en ligne, consulté le 13 avril 2025)
- (en) Javier Parcet, Éric Ricard et Mikael de la Salle, « Fourier multipliers in SLn(R) », Duke Mathematical Journal, vol. 171, no 6,‎ 15 avril 2022, p. 1117–1146 (DOI 10.1215/00127094-2021-0042, lire en ligne, consulté le 14 avril 2025)

## Autres activités
Mikael de la Salle fait partie du comité de rédaction de la revue Confluentes Mathematici, un journal de mathématiques électronique gratuit publié par le Centre Mersenne et l'université de Lyon, depuis 2020, et du Journal of Functional Analysis, de la Mathematische Zeitschrift et de La Gazette des Mathématiciens. Il a dirigé la thèse d'Ignacio Vergara, soutenue à l'École normale supérieure de Lyon en 2018.